# Igor Menchtchikov
Igor Anatolievitch Menchtchikov (en russe : Игорь Анатольевич Меньщиков) est un footballeur et entraîneur russe né le 26 juillet 1970 à Sourgout.
Commençant sa carrière au Rotor Volgograd en 1990, il y évolue pendant cinq années avant rejoindre le Metallourg Lipetsk en 1996 puis le Saturn Ramenskoïe en 1998. Après son départ de ce dernier club en 2000, il enchaîne par la suite plusieurs brefs passages dans plusieurs équipes, la plupart dans les divisions inférieures. Rejoignant en 2004 le Torpedo Vladimir, il y passe près de trois années avant d'y finir sa carrière en 2007.
Il devient entraîneur dès l'année suivante en étant nommé à la tête du Rotor Volgograd où il reste une année. Il s'engage par la suite avec le SOYOUZ-Gazprom Ijevsk pour la saison 2010 et s'en va à la suite de sa disparition en fin d'année. Après un bref passage au Sokol Saratov en début d'année 2011, il est nommé à la tête du Zénith Ijevsk au mois de juin 2013 et y passe cinq années entières. Retournant au Rotor en tant qu'entraîneur de la réserve en juin 2018, il retrouve par la suite le poste d'entraîneur de l'équipe première entre janvier et décembre 2019. Il dirige le FK Tioumen depuis le mois de décembre 2019.

## Biographie

### Carrière de joueur
Formé dans sa ville natale de Sourgout, Menchtchikov part à la fin des années 1980 à Volgograd pour y poursuivre des études à l'Institut d'Éducation physique, où il côtoie notamment Valeri Bourlatchenko et Robert Ievdokimov. Il est par la suite intégré au sein de la réserve du club local du Rotor en 1990. Après une année chez les réservistes, il fait ses débuts en équipe première l'année suivante dans le cadre de la deuxième division soviétique, où il joue vingt-huit matchs et inscrit cinq buts. Découvrant la première division russe en 1992 après l'intégration du Rotor, il prend notamment une part active à la saison 1993, qui le voit finir vice-champion de Russie en ayant disputé trente-et-une rencontres. Son temps de jeu diminue cependant de manière notable lors des deux années qui suivent, avec seulement vingt-et-un matchs toutes compétitions confondues entre 1994 et 1995, bien qu'incluant une entrée lors de la finale de la Coupe de Russie cette dernière année, qui est finalement perdue face au Dynamo Moscou.
Menchtchikov quitte finalement le Rotor et rejoint dans la foulée le Metallourg Lipetsk en troisième division pour l'année 1996. Immédiatement titularisé, il prend activement part à la victoire de son équipe dans le groupe Ouest, avec notamment treize buts marqués en trente-huit matchs. Il se démarque également lors de la saison suivante au deuxième échelon où il inscrit quinze buts tandis que le Metallourg termine deuxième mais ne parvient pas à être promu. Recruté par le Saturn Ramenskoïe à la mi-saison 1998, il y remporte la même année la deuxième division et retrouve le premier échelon quatre ans après l'avoir quitté. Il aide par la suite au maintien de l'équipe l'année suivante, jouant vingt-huit matchs en championnat pour quatre buts marqués. Après une première moitié de saison 2000 active, il est transféré au Rubin Kazan en deuxième division, mais échoue cette fois à la promotion tandis que l'équipe termine troisième. Peu utilisé par la suite, il s'en va à l'été 2001.
Retrouvant le Metallourg Lipetsk, entre-temps retombé en troisième division, il y joue vingt-deux matchs pour cinq buts marqués et contribue à sa victoire dans le groupe Centre, mais échoue par la suite lors des barrages de promotion et s'en va en fin d'année. Il retrouve une dernière fois l'élite en 2002 en étant recruté par l'Ouralan Elista. Il n'y joue cependant qu'un match avant de partir à l'échelon inférieur au Kristall Smolensk à l'échelon en-dessous, y marquant six buts en dix matchs. Menchtchikov s'en va par la suite pour le Lisma-Mordovia Saransk pour la première moitié de saison 2003 avant de rejoindre le Lada-SOK Dimitrovgrad au troisième échelon. Il rejoint finalement en 2004 le Torpedo Vladimir et contribue à sa première place dans le groupe Ouest cette même année, bien que le club refuse la promotion à l'issue de l'exercice. Il y évolue par la suite trois autres saisons avant de mettre un terme définitif à sa carrière en fin d'année 2007, à l'âge de 37 ans.

### Carrière d'entraîneur
Peu après la fin de sa carrière de joueur, Menchtchikov commence sa carrière d'entraîneur au mois de mai 2008 en étant nommé à la tête du Rotor Volgograd, qui évolue alors en troisième division. Les performances de l'équipe, plombée par des problèmes financiers et juridiques, ne lui permettent que d'atteindre la treizième place du groupe Sud lors de la saison 2008. Incapable d'assumer ses dettes par la suite, le Rotor se retire du championnat à la mi-2009, tandis que Menchtchikov est libéré de son contrat au mois de juillet. Il rejoint par la suite le SOYOUZ-Gazprom Ijevsk pour la saison 2010, l'amenant à la troisième place du groupe Oural-Povoljié avant de s'en aller après la disparition de l'équipe à l'issue de la saison.
Nommé à la tête du Sokol Saratov en novembre 2010, il connaît un début de saison 2011-2012 décevant qui voit le club pointer à l'avant-dernière place du classement après neuf matchs et décide de démissionner de son poste mois de juin 2011,. Devenant par la suite inactif, Menchtchikov intègre à partir du mois de janvier 2012 l'encadrement technique du FK Tioumen en tant qu'assistant de Ievgueni Dournev. Il reprend finalement du service en juin 2013, qui voit sa nomination en tant qu'entraîneur principal du Zénith Ijevsk. Durant son passage, qui dure cinq années pleines, il amène notamment l'équipe à la deuxième place du groupe Oural-Povoljié de la troisième division entre 2015 et 2017. Après une cinquième place à la fin de la saison 2017-2018, il quitte son poste en juin 2018.
Il retrouve le même mois le Rotor Volgograd, cette fois en tant qu'entraîneur de la réserve, qui évolue au troisième échelon pour la saison 2018-2019. À la trêve hivernale, l'équipe se classe huitième du groupe Centre. Dans le même temps, l'équipe première, qui évolue quant à elle au deuxième échelon connaît des difficultés en championnat et se classe à la quinzième place à trois points de la relégation, ce qui amène au renvoi de l'entraîneur Robert Ievdokimov. Menchtchikov est nommé à sa place au mois de janvier 2019. Sous ses ordres, l'équipe connaît notamment une bonne série de sept matchs sans défaite en championnat qui lui permet même de placer parmi les prétendants au barrages ; les derniers matchs de la saison mettent cependant vite un terme à cette ambition et le club se place finalement onzième à l'issue de l'exercice. Après une première partie de saison 2019-2020 probante qui voit le Rotor terminer champion d'automne, Menchtchikov quitte finalement son poste au mois de décembre 2019 pour faire son retour au FK Tioumen en troisième division où il prend le poste d'entraîneur principal.

## Statistiques

### Statistiques de joueur
| Saison                | Club                   | Championnat           | Championnat | Championnat | Coupe(s) nationale(s) | Coupe(s) nationale(s) | Total | Total |
| Saison                | Club                   | Division              | M.          | B.          | M.                    | B.                    | M.    | B.    |
| 1991                  | Rotor Volgograd        | D2                    | 28          | 5           | -                     | -                     | 28    | 5     |
| 1992                  | Rotor Volgograd        | D1                    | 19          | 1           | 1                     | 0                     | 20    | 1     |
| 1993                  | Rotor Volgograd        | D1                    | 31          | 0           | 2                     | 0                     | 33    | 0     |
| 1994                  | Rotor Volgograd        | D1                    | 7           | 1           | 1                     | 0                     | 8     | 1     |
| 1995                  | Rotor Volgograd        | D1                    | 11          | 1           | 2                     | 0                     | 13    | 1     |
| Sous-total            | Sous-total             | Sous-total            | 96          | 3           | 6                     | 0                     | 102   | 3     |
| 1996                  | Metallourg Lipetsk     | D3                    | 38          | 13          | 1                     | 0                     | 39    | 13    |
| 1997                  | Metallourg Lipetsk     | D2                    | 39          | 15          | 3                     | 1                     | 42    | 16    |
| 1998                  | Metallourg Lipetsk     | D2                    | 21          | 7           | 2                     | 1                     | 23    | 8     |
| Sous-total            | Sous-total             | Sous-total            | 98          | 35          | 6                     | 2                     | 104   | 37    |
| 1998                  | Saturn Ramenskoïe      | D2                    | 18          | 3           | 1                     | 0                     | 19    | 3     |
| 1999                  | Saturn Ramenskoïe      | D1                    | 28          | 4           | 1                     | 0                     | 29    | 4     |
| 2000                  | Saturn Ramenskoïe      | D1                    | 15          | 0           | 1                     | 0                     | 16    | 0     |
| Sous-total            | Sous-total             | Sous-total            | 61          | 7           | 3                     | 0                     | 64    | 7     |
| 2000                  | Rubin Kazan            | D2                    | 18          | 4           | 1                     | 1                     | 19    | 5     |
| 2001                  | Rubin Kazan            | D2                    | 7           | 1           | -                     | -                     | 7     | 1     |
| Sous-total            | Sous-total             | Sous-total            | 25          | 5           | 1                     | 1                     | 26    | 6     |
| 2001                  | Metallourg Lipetsk     | D3                    | 22          | 5           | -                     | -                     | 22    | 5     |
| 2002                  | Ouralan Elista         | D1                    | 1           | 0           | -                     | -                     | 1     | 0     |
| 2002                  | Kristall Smolensk      | D2                    | 9           | 6           | 1                     | 0                     | 10    | 6     |
| 2003                  | Lisma-Mordovia Saransk | D2                    | 22          | 0           | 1                     | 0                     | 23    | 0     |
| 2003                  | Lada-SOK Dimitrovgrad  | D3                    | 10          | 2           | -                     | -                     | 10    | 2     |
| Sous-total            | Sous-total             | Sous-total            | 64          | 13          | 2                     | 0                     | 66    | 13    |
| 2004                  | Torpedo Vladimir       | D3                    | 26          | 1           | 1                     | 0                     | 27    | 1     |
| 2005                  | Torpedo Vladimir       | D3                    | 20          | 4           | 5                     | 1                     | 25    | 5     |
| 2006                  | Torpedo Vladimir       | D3                    | 26          | 8           | 4                     | 0                     | 30    | 8     |
| 2007                  | Torpedo Vladimir       | D3                    | 26          | 0           | 3                     | 0                     | 29    | 0     |
| Sous-total            | Sous-total             | Sous-total            | 98          | 13          | 13                    | 1                     | 111   | 14    |
| Total sur la carrière | Total sur la carrière  | Total sur la carrière | 442         | 76          | 31                    | 4                     | 473   | 80    |

### Statistiques d'entraîneur
| Rotor Volgograd       | 13 mai 2008      | 14 juillet 2009  | 49  | 14  | 12 | 23  | 28,6 |
| SOYOUZ-Gazprom Ijevsk | 2010             | 2010             | 28  | 15  | 5  | 8   | 53,6 |
| Sokol Saratov         | 11 novembre 2010 | 11 juin 2011     | 10  | 1   | 4  | 5   | 10,0 |
| Zénith Ijevsk         | 21 juin 2013     | 6 juin 2018      | 138 | 73  | 31 | 34  | 52,9 |
| Rotor-2 Volgograd     | 8 juin 2018      | 16 janvier 2019  | 17  | 6   | 2  | 9   | 35,3 |
| Rotor Volgograd       | 17 janvier 2019  | 11 décembre 2019 | 40  | 22  | 8  | 10  | 55,0 |
| FK Tioumen            | 16 décembre 2019 | en cours         | 91  | 59  | 21 | 11  | 64,8 |
| Total                 | Total            | Total            | 373 | 190 | 83 | 100 | 50,9 |

## Palmarès
Sous les couleurs du Rotor Volgograd, Menchtchikov termine vice-champion de Russie en 1993 et atteint la finale de la Coupe de Russie deux ans plus tard. Avec le Saturn Ramenskoïe, il remporte la deuxième division en 1998.